# シトロエン・C2
C2はシトロエンが製造・販売していた自動車である。

## 概要
サクソ3ドアモデルの後継車種であり、同5ドアモデルの後継車種であるC3を初め、プジョー・206、1007とも基本プラットフォームを共有する。C2は、C3と比べてホイールベース及び全長が短くなっている。エンジンはC3と共通だが、C2のほうが軽量な分スポーティーな性格である。
搭載エンジンは1.1L（60PS）・1.4L（75PS）・1.4L（90PS）・フォード製1.4Lディーゼル（68PS）・1.6L（110PS）・1.6L（125PS）がラインナップされており、いずれも直列4気筒である。
日本導入モデルは1.4L（75ps）・1.6L（110ps）・1.6L（125ps）のみ。グレードは1.4VTRと1.6VTR、1.6VTSで、ともにスポーツモデルという位置づけである。

## モータースポーツ
2004年から2010年までジュニアWRCのベース車両として参戦しており、軽快な運動性を得意とした走りを武器にスズキ・スイフトやルノー・クリオ等と激闘を繰り広げた。2005年はダニ・ソルド、2008年はセバスチャン・オジェ、2009年はマーティン・プロコップとそれぞれドライバーズチャンピオンが誕生している。

## 車名の由来
シトロエンの新世代の「C」シリーズ、C3のさらにコンパクト版であることからC2と命名されている。

## その他
中華人民共和国ではC2 Chinaというモデルが現地生産されるが、これはプジョー・206の姉妹車であり、C2とは構造的に異なる。シトロエンのプレスリリース (英語)

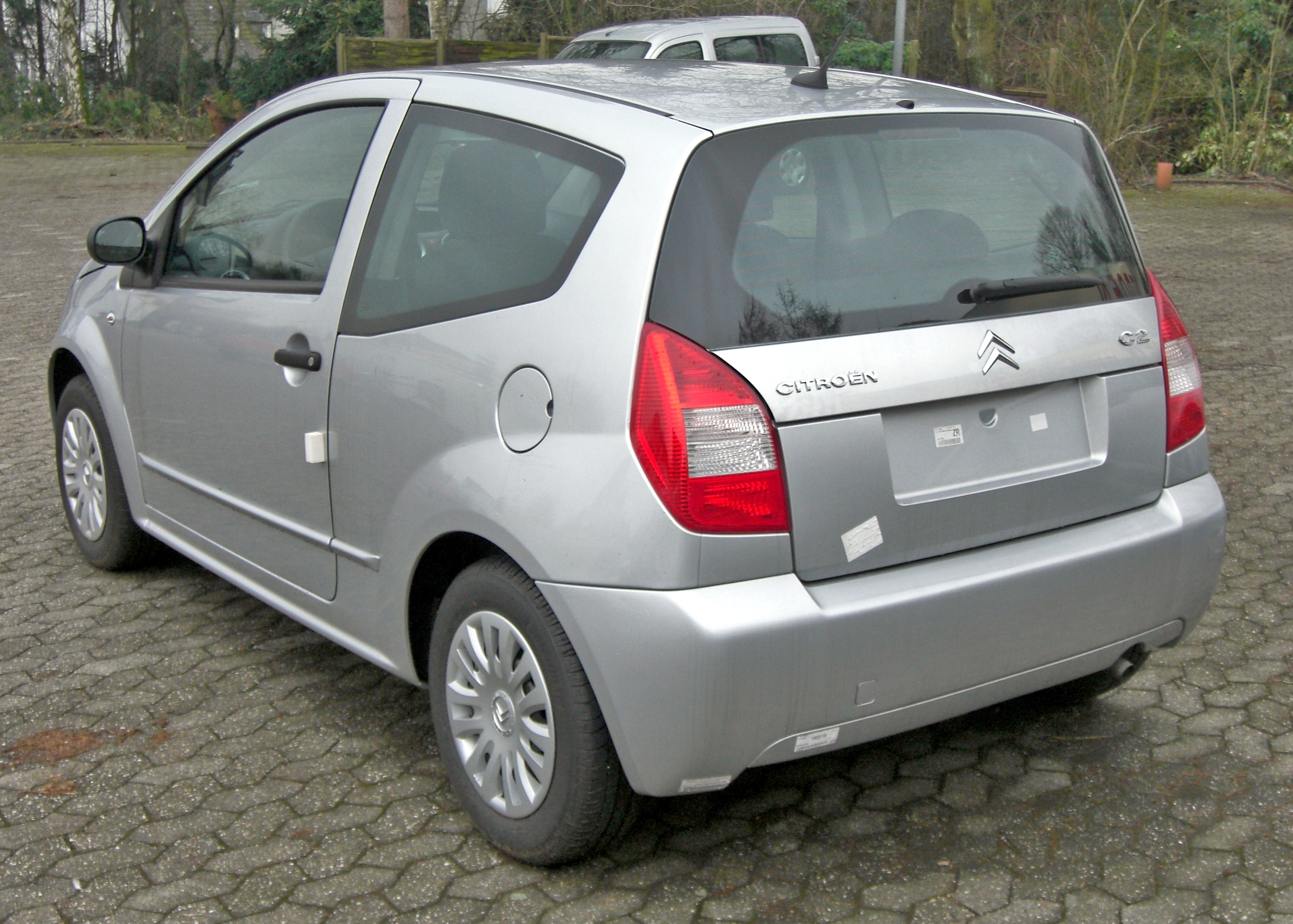
リア(2008年モデル)
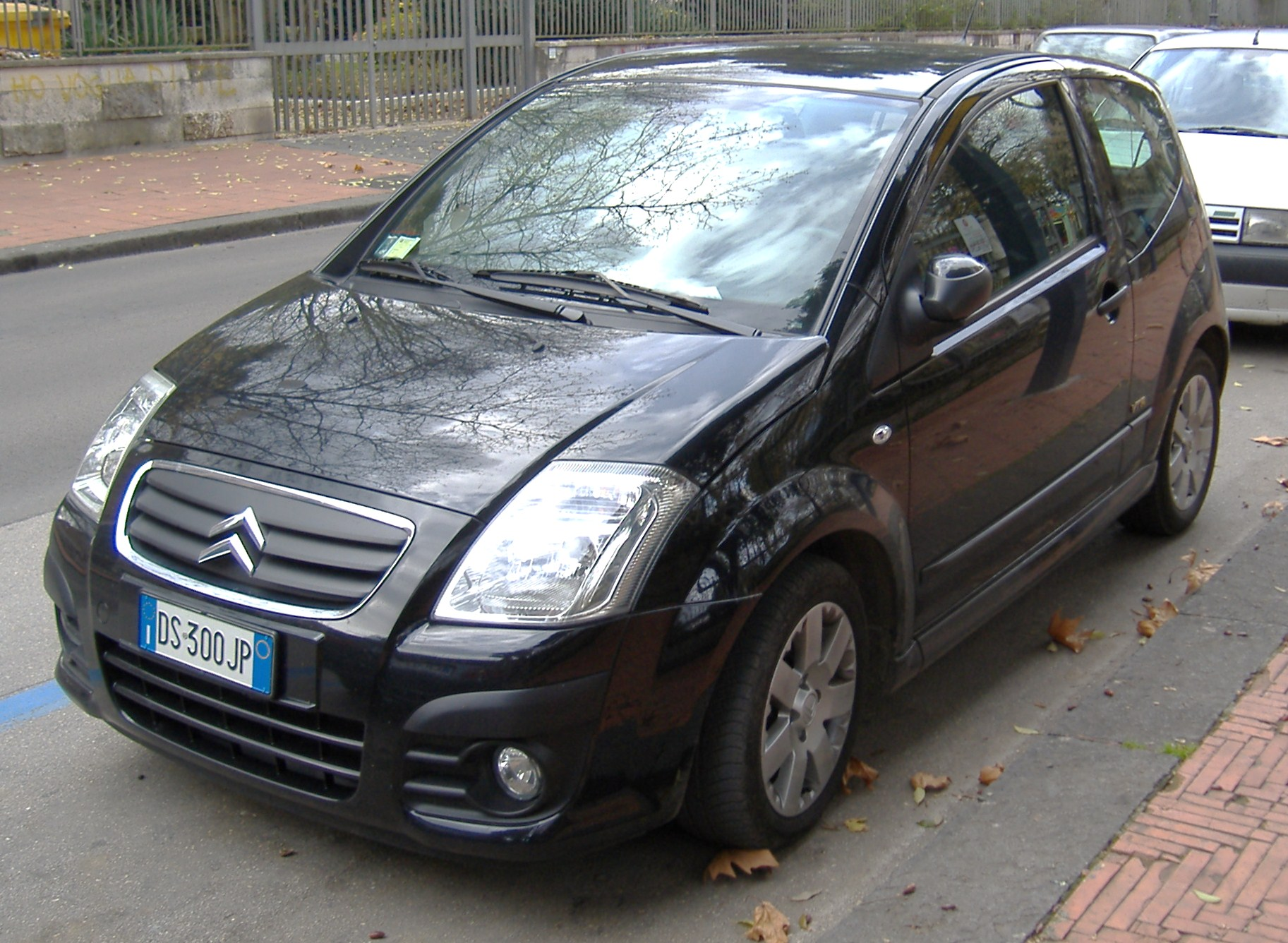
シトロエン・C2 VTS
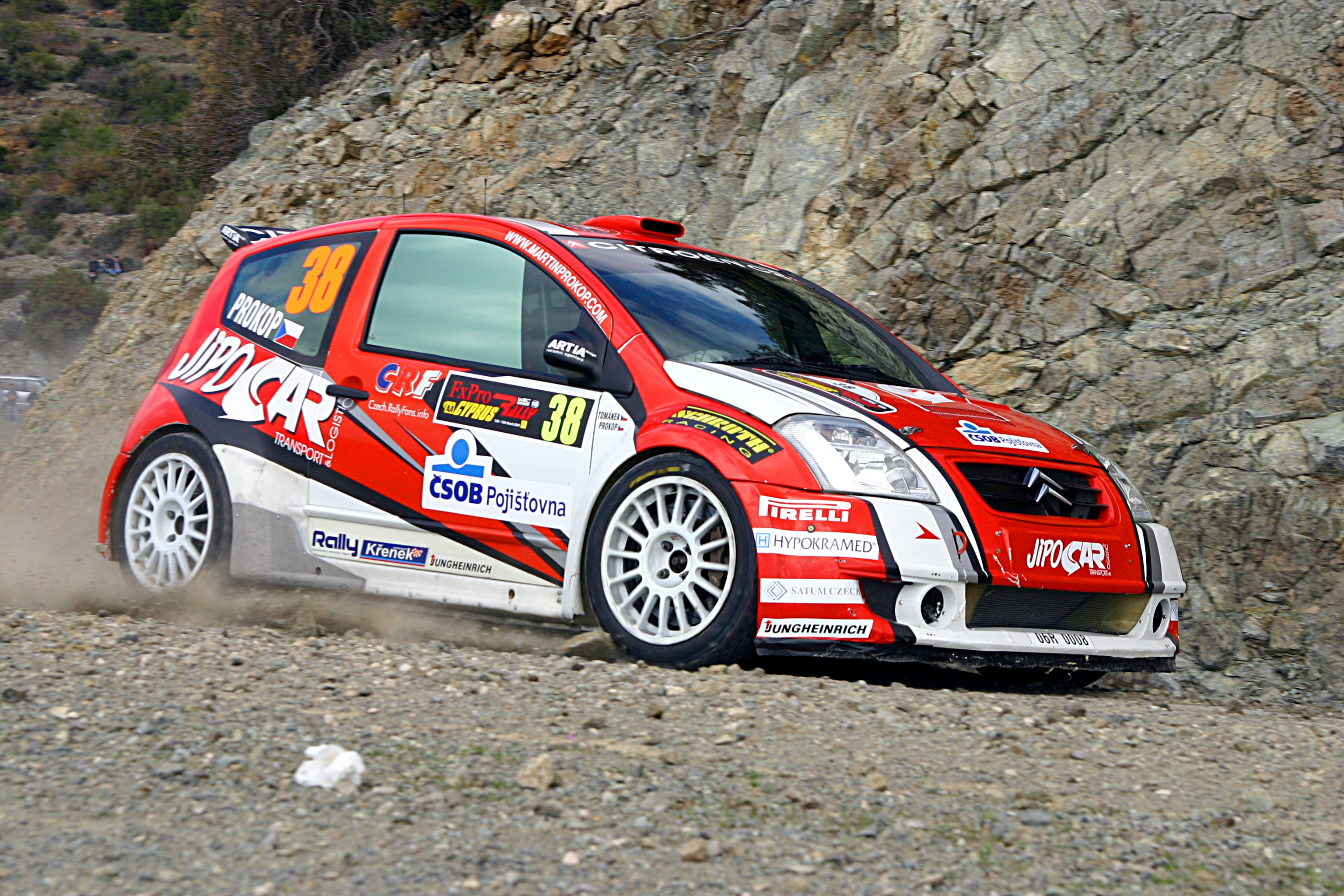
ジュニアWRC2008年仕様 マーティン・プロコップ車（2008年JWRCチャンピオンカー）
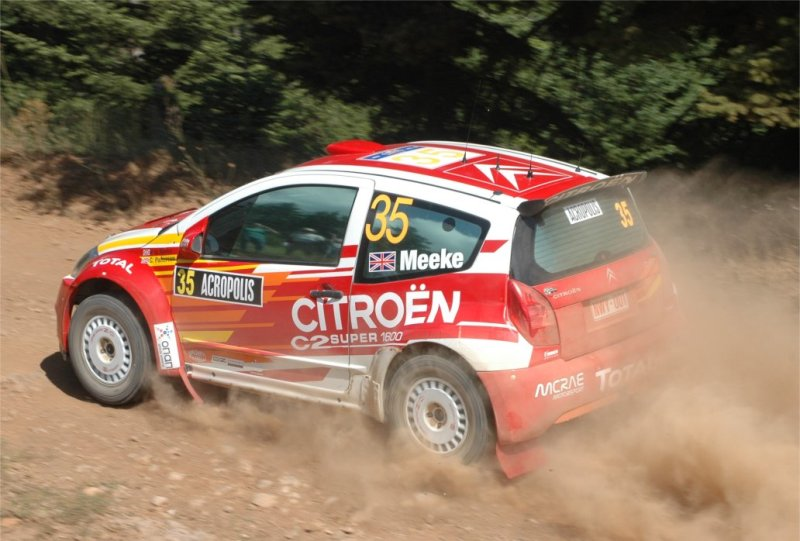
ジュニア2005年WRC仕様 クリス・ミーク車
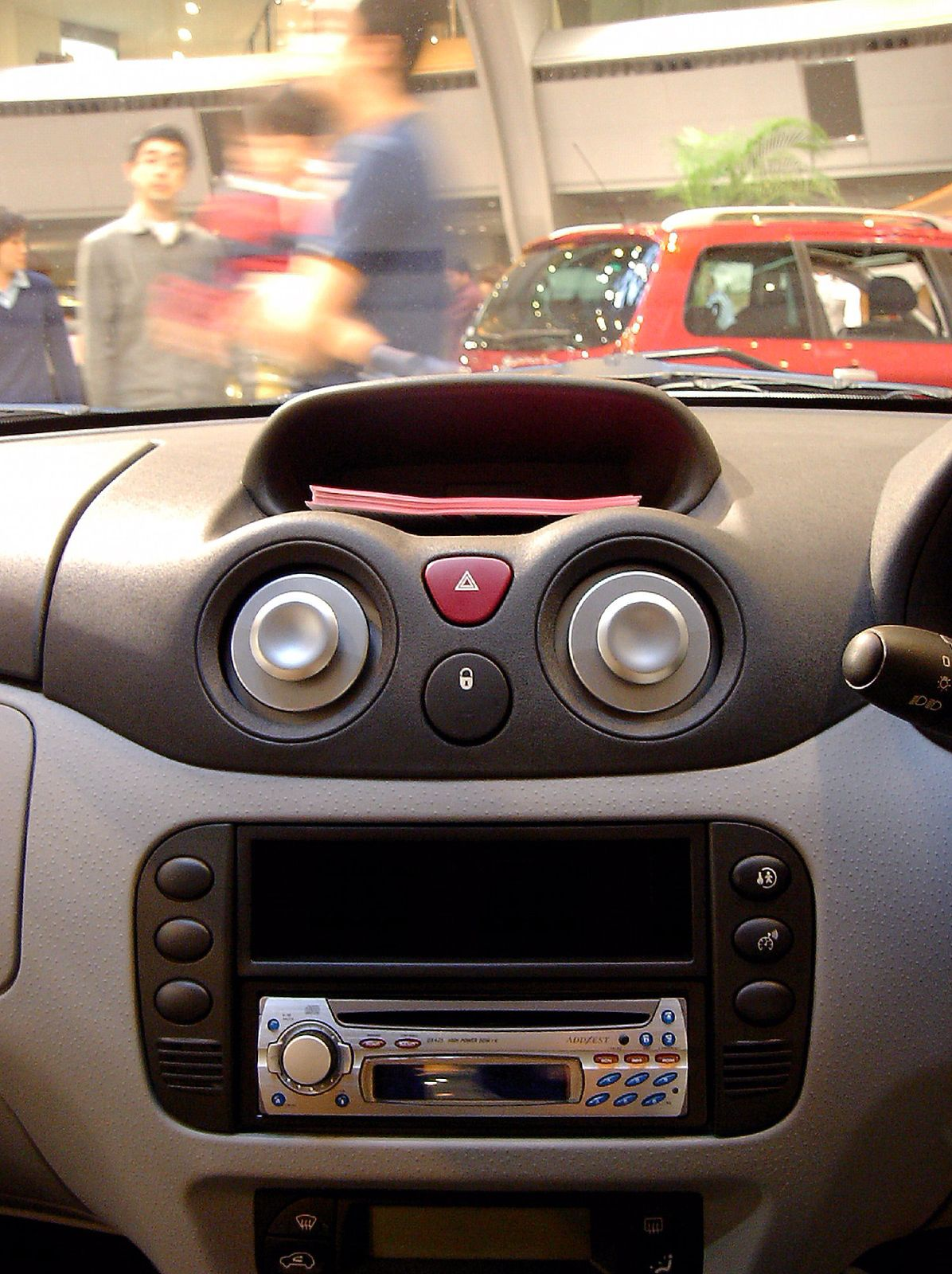
C2のダッシュボード（右ハンドル仕様）